# Coppa Italia 2006-2007 (pallavolo maschile)
La Coppa Italia di pallavolo maschile 2006-2007 è stata la 29ª edizione della coppa nazionale d'Italia e si è svolta dal 28 febbraio al 4 marzo 2007. Al torneo hanno partecipato 8 squadre di club italiane e la vittoria finale è andata per la quinta volta alla Sisley Volley di Treviso.

## Regolamento
Hanno partecipato al torneo le prime otto squadre classificate al termine del girone d'andata della regular season della Serie A1 2006-07 che hanno quindi disputato quarti di finale, semifinali e finale.

## Torneo

### Tabellone
|  | Quarti di finale | Quarti di finale  | Quarti di finale |         |         | Semifinali        | Semifinali | Semifinali |  |  | Finali | Finali  | Finali |
|  |                  |                   |                  |         |         |                   |            |            |  |  |        |         |        |
|  | 1                | Piemonte          | 1                |         |         |                   |            |            |  |  |        |         |        |
|  | 8                | Taranto           | 3                |         |         |                   |            |            |  |  |        |         |        |
|  | 8                | Taranto           | 3                |         | 8       | Taranto           | 0          |            |  |  |        |         |        |
|  |                  |                   |                  |         | 8       | Taranto           | 0          |            |  |  |        |         |        |
|  |                  | 4                 | Treviso          | 3       |         |                   |            |            |  |  |        |         |        |
|  | 4                | 4                 | Treviso          | 3       | Treviso | 3                 |            |            |  |  |        |         |        |
|  | 4                |                   |                  |         | Treviso | 3                 |            |            |  |  |        |         |        |
|  | 5                | Modena            | 0                |         |         |                   |            |            |  |  |        |         |        |
|  |                  |                   |                  |         |         |                   |            |            |  |  | 4      | Treviso | 3      |
|  |                  |                   | 3                | M. Roma | 0       |                   |            |            |  |  |        |         |        |
|  | 2                | Piacenza          | 0                |         |         |                   |            |            |  |  |        |         |        |
|  | 7                | Top Volley Latina | 3                |         |         |                   |            |            |  |  |        |         |        |
|  | 7                | Top Volley Latina | 3                |         | 7       | Top Volley Latina | 1          |            |  |  |        |         |        |
|  |                  |                   |                  |         | 7       | Top Volley Latina | 1          |            |  |  |        |         |        |
|  |                  | 3                 | M. Roma          | 3       |         |                   |            |            |  |  |        |         |        |
|  | 6                | 3                 | M. Roma          | 3       | Gabeca  | 2                 |            |            |  |  |        |         |        |
|  | 6                |                   |                  |         | Gabeca  | 2                 |            |            |  |  |        |         |        |
|  | 3                | M. Roma           | 3                |         |         |                   |            |            |  |  |        |         |        |

### Risultati

#### Quarti di finale
| 28 febbraio 2007 - ore 18:00 PalaBassano, Bassano del Grappa | Piemonte | 1 - 3 | Taranto           | 25-21, 26-28, 30-32, 26-28        |
| 28 febbraio 2007 - ore 20:30 PalaBassano, Bassano del Grappa | Piacenza | 0 - 3 | Top Volley Latina | 21-25, 16-25, 23-25               |
| 28 febbraio 2007 - ore 18:00 PalaBassano, Bassano del Grappa | M. Roma  | 3 - 2 | Gabeca            | 31-29, 20-25, 20-25, 26-24, 16-14 |
| 28 febbraio 2007 - ore 20:30 PalaBassano, Bassano del Grappa | Treviso  | 3 - 0 | Modena            | 25-17, 27-25, 25-18               |

#### Semifinali
| 3 marzo 2007 - ore 18:00 Mediolanum Forum, Assago | Treviso | 3 - 0 | Taranto           | 25-22, 25-15, 25-20        |
| 3 marzo 2007 - ore 15:15 Mediolanum Forum, Assago | M. Roma | 3 - 1 | Top Volley Latina | 32-30, 30-32, 25-20, 25-23 |

#### Finale
| 4 marzo 2007 - ore 18:00 Mediolanum Forum, Assago | M. Roma | 0 - 3 | Treviso | 20-25, 22-25, 13-25 |